# Inge van der Veen
Inge van der Veen (Amsterdam, 17 ottobre 1960) è un'ex cestista olandese.

## Carriera
Con i Paesi Bassi ha disputato i Campionati mondiali del 1979 e due edizioni dei Campionati europei (1981, 1985).